# Chaiya
Chaiya (en thaï ไชยา) est un amphoe (district) et une ville de la province de Surat Thani dans le sud de la Thaïlande. La ville a une population de 13 000 habitants et le district de 47 000.

## Histoire
C'est dans les environs de Chaiya qu'on a trouvé ce qui est peut-être la plus ancienne représentation de Vishnou en Asie du Sud-Est. Il s'agit d'une sculpture en ronde bosse dans le style de Kouchan (Inde du Nord-Ouest) mais de facture locale. Découverte sur la côte orientale de la péninsule de Malacca, on l'a datée des environs de 400 apr. J.-C.
Chaiya avait des liens avec le royaume de Sriwijaya dans le sud de l'île indonésienne de Sumatra. Le Wat Phra Borom That est construit autour d'une pagode reconstituée en "style Sriwijaya". Les anciennes pagodes voisines ne sont plus que des amas de briques.

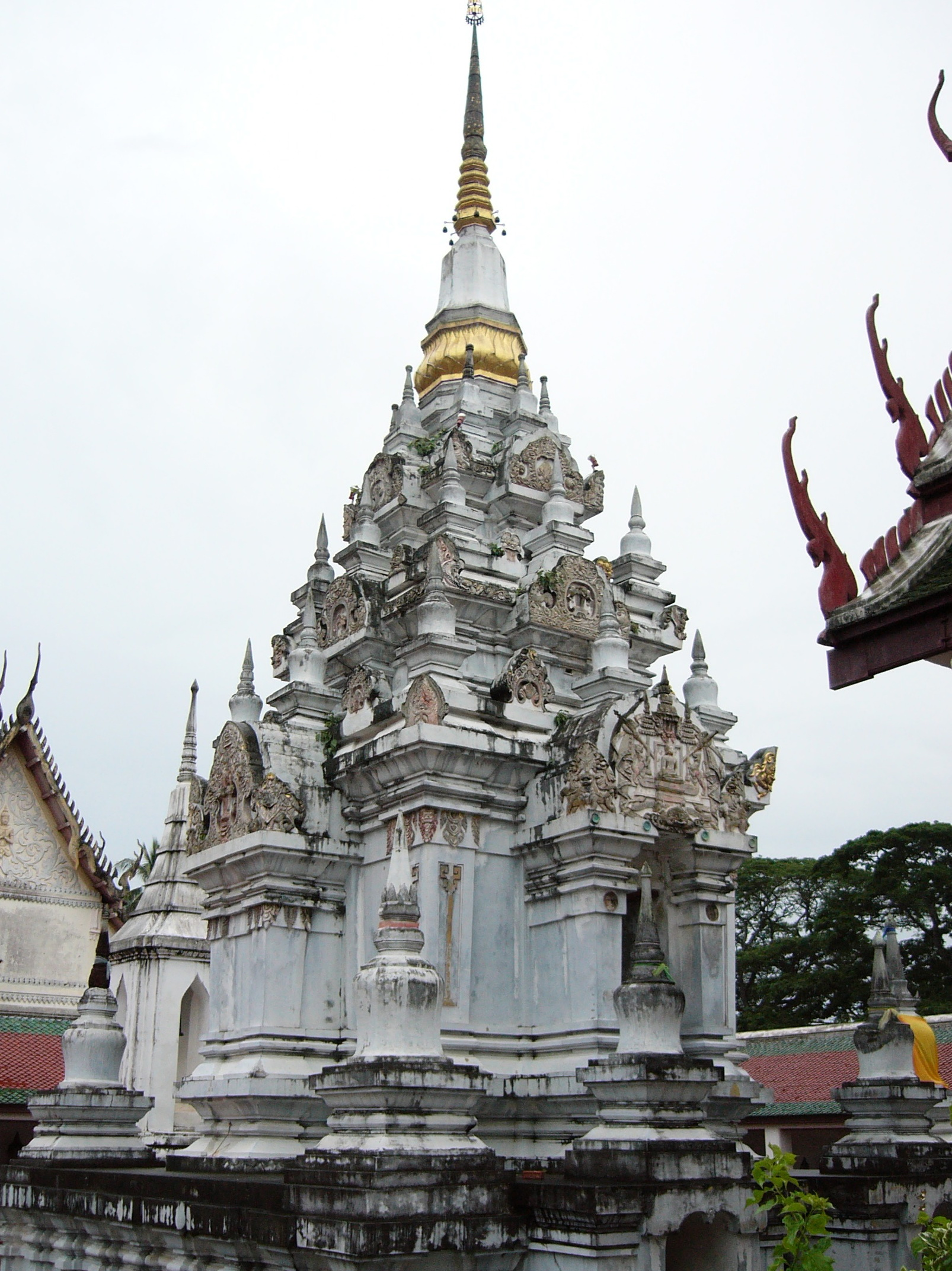
Le stûpa central du Wat Phra Borom That est de style Sriwijaya

Non loin de là, le bâtiment local du Musée National expose des vestiges de cette époque. L'une des stèles exposées, la no. 23, est réputée provenir du Wat Hua Wiang de Chaiya. Datée de 697 de l'ère Saka (775 apr. J.-C.), elle proclame sur une face qu'un roi de Sriwijaya a érigé un stupa à cet endroit, peut-être un de ceux du Wat Phra Borom That. L'autre face mentionne le nom de Sailendra, une dynastie du centre de Java.
Les souverains de Sriwijaya faisaient en effet des donations à des communautés religieuses, notamment en fondant des monastères et des temples.

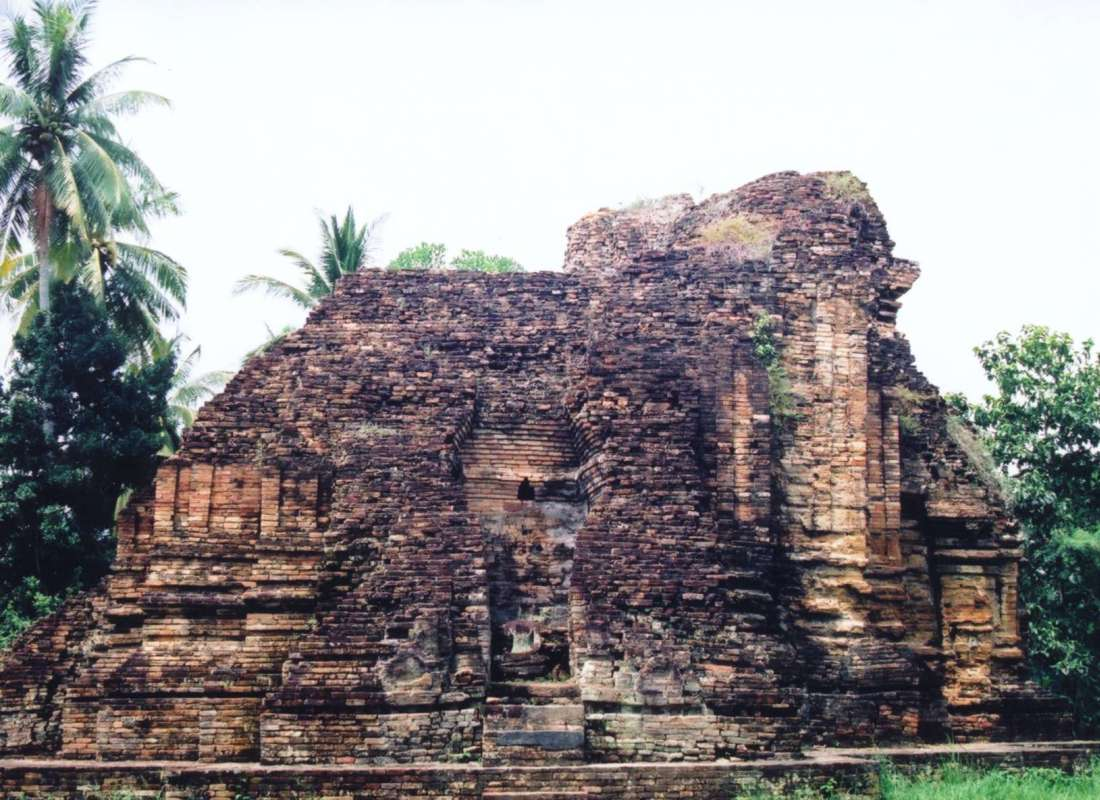
Le Wat Kaew